# A Declaração de Independência do Ciberespaço

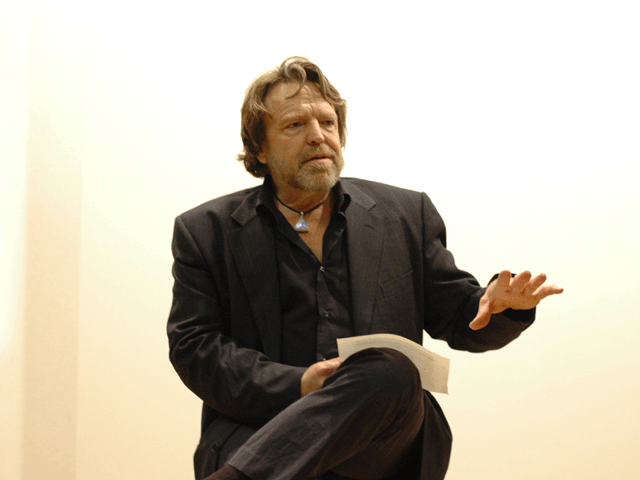
Barlow no décimo aniversário de sua declaração

A Declaração de Independência do Ciberspaço foi uma carta escrita por John Perry Barlow quando ele estava no Fórum Econômico Mundial em Davos. Ela foi escrita como resposta a aprovação da Lei de telecomunicações de 1996 nos Estados Unidos, mostrando a indignação sobre a tentativa do governo de regulamentar a internet. A declaração foi parcialmente baseada na Declaração de Independência dos Estados Unidos.

## Contexto

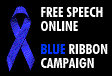
A EFF usa a fita azul como símbolo de sua campanha de defesa do direito à liberdade de expressão on-line.

O título V da lei de telecomunicações de 1996 nos Estados Unidos visava regulamentar indecência e a obscenidade na internet, mas parte dela foi considerada inconstitucional pelo supermo tribunal dos EUA por violar a primeira emenda. Porções do título V permanecem em vigor incluindo a lei do bom samaritano, que proteje provedores de internet da responsabilidade por conteúdo de terceiros em seus serviços, e as definiões legais da internet.
Barlow é um dos fundadores da EFF(Electronic Frontier Foundation), que é uma organização sem fins lucrativos que protege os direitos de liberdade de expressão. Esta fundação foi fundada 6 anos antes da carta ser escrita. A EFF via a Lei de telecomunicações de 1996 como uma ameaça para a independência e soberania do ciberespaço.
Ele também já havia escrito "A Economia das Ideias", o ensaio clássico, que ele publicou sobre direitos autoridadeorais digitais em março  de 1994 para a revista Wired.
Barlow considerava que a lei de telecomunicações de 1996, feria a própria constituição dos Estados Unidos.

## Conteúdo
A declaração deixa claro, em 16 curtos parágrafos, que a internet não deve ser governada por qualquer força externa, especialmente pelo governo dos Estados Unidos. Ele afirma que os Estados Unidos não tem consentimento dos governados para aplicar para a internet, e que a internet estava fora das fronteiras de qualquer país. A declaração é direcionada principalmente aos Estados Unidos, porém também acusa China, Alemanha, França, Russia, Singapura e Itália de sufocar a internet.
Na carta, Barlow argumenta que a ordem do ciberespaço iria refletir na deliberação ética da comunidade em vez do poder coercitivo que caracterizou a governação no espaço real.
Trechos da declaração:

## Resposta da crítica
Por causa do conteúdo polêmico da declaração, ela ficou famosa rapidamente, sendo amplamente compartilhada na rede.
Por outro lado, outras pessoas acharam que a política do ciberespaço global, da qual Barlow fala, é utópica, e que não se aplicar nenhuma jurisdição a internet, faz com que usuários usem dela para cometer crimes sem nenhum medo de punições.

## Video
Em 2014 o Department of records gravou um vídeo de Barlow lendo a declaração escrita 8 anos antes.